# SRGS
SRGS (Speech Recognition Grammar Specification) är en av flera specifikationer som ingår i W3C:s ramverk för talstyrning. Nuvarande (2004-09-20) version är SRGS 1.0.